# Николас Линдхерст
Николас Сајмон Линдхерст (енгл. Nicholas Simon Lyndhurst; Емсворт, 20. април 1961) је енглески глумац, познат по улози Роднија Тротера у серији Мућке. Поред тога, његове познатије улоге су Гари Спароу у Лаку ноћ, душице, Адам Паркинсон у серији Лептири, Ешли Филипс у Двојица од нас, Флечев син Рејмонд у Ићи право, Питер „Прасе” Чепмен у Тајни агент прасе (1990–1992), Џими Венејблс у Након што си отишао и Фреди Робдал у Било једном у Пекаму.

## Биографија
Николас је рођен 20. априла 1961. године у Емсворту, у грофовији Хемпшир у афери коју је његова мајка имала са ожењеним човеком. Линдхерст је признао да се раније стидео како се отац опходи према његовој мајци, али да је то превазишао у дугорочној вези са својом данашњом супругом, Луси. Као дете је ишао у Корона позоришну школу. Када је имао око десетак година, појављивао се на рекламама и дечијим филмовима. Национално признање је стекао као седамнаестогодишњак у серији Лептири, ауторке Карле Лејн где је играо Адама Паркинсона.
Николас Линдхерст за себе каже да нема потребу да се буде у центру збивања и није активан у шоубизнису, већ преферира да се бави активностима у природи које га испуњују, попут сурфовања, роњења и летења аеролетелицама. Па ипак, по позиву је био део хуманитарне кампање Сваком детету треба породица у Црној Гори, крајем 2013.
Оженио се бившом балерином Луси Смит 1. септембра 1999. године. Наредне године су добили сина Арчера. Живе у Западном Сасексу. Кад је напунио педесет година, престао је да се активно бави позориштем и посветио се пчеларству.
| „ | Ја не могу да се сетим серије Мућке без осмеха - ако може да вам измами осмех и после 30 година, то је добро. | ” |

## Награде
| Награда                           | Година | Статус    | Опис                                                    |
| --------------------------------- | ------ | --------- | ------------------------------------------------------- |
| БАФТА                             | 1997   | Номинован | Најбоље извођење комедије (Мућке 1981)                  |
| БАФТА                             | 1991   | Номинован | Најбоље забавно извођење (Мућке 1981)                   |
| БАФТА                             | 1987   | Номинован | Најбоље забавно извођење (Мућке 1981)                   |
| Британска награда за комедије     | 1997   | Номинован | Најбољи глумац ТВ комедије (Мућке 1981)                 |
| Награда националне телевизије, УК | 1999   | Освојио   | Најпопуларнији извођач комедија (Лаку ноћ, душице 1993) |
| Награда националне телевизије, УК | 1998   | Освојио   | Најпопуларнији извођач комедија (Лаку ноћ, душице 1993) |
| Награда националне телевизије, УК | 1997   | Номинован | Најпопуларнији извођач комедија (Мућке 1981)            |